# Joseph-Michel Le Soufaché

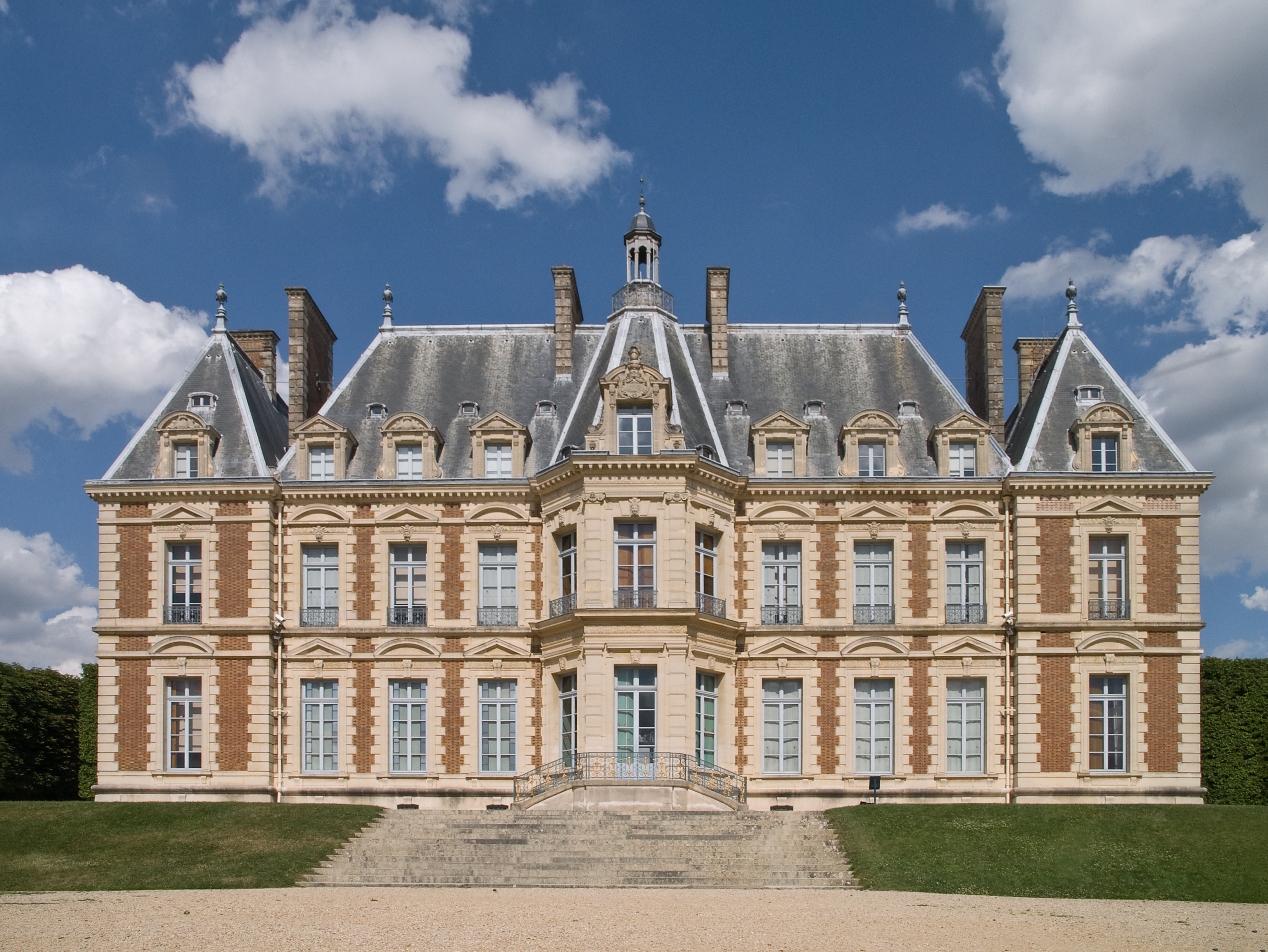
Le château de Sceaux, reconstruit au XIXe siècle.

Joseph-Michel Le Soufaché ou Lesoufaché (7 brumaire an XIII, 29 octobre 1804 à Bruz - 16 janvier 1887 à Paris) est un architecte français.

## Biographie
Le Soufaché reçoit l'enseignement des architectes François Debret et Félix Duban en entrant à l'École des Beaux-Arts de Paris dont il sort diplômé en 1830.
Il travaille alors sous la direction de Frédéric Nepveu qui œuvre aux aménagements du château de Versailles commandités par Louis-Philippe Ier puis, avec Félix Duban, à l'occasion des agrandissements de l'école des Beaux-Arts et des restaurations du château de Dampierre, propriété du duc de Luynes.
Il construit des hôtels particuliers pour des familles aristocratiques et bourgeoises, comme celui des Montesquiou-Fézensac, quai d'Orsay, ou celui des Sommier, au 20 rue de l'Arcade à Paris 8e, devenu l'hôtel Alfred Sommier. Pour le duc de Trévise, il dirige les travaux de construction et les aménagements intérieurs du nouveau château de Sceaux, de 1856 à 1862, année qui le voit recevoir la croix de chevalier de la Légion d'honneur.
En 1869, il se porte acquéreur du domaine des Hauldres sur la commune d'Étiolles dont il est le maire de 1874 à sa mort. Dans le parc subsiste le chalet dont il est l'auteur. Ce domaine en bordure de Seine lui sert de résidence d'été. Au décès de sa veuve en 1897, le domaine passe entre les mains de son cousin Pierre-Joseph-Marie Le Soufaché, officier de marine en retraite.
C'est à l'occasion du premier anniversaire de ses obsèques qu'est donnée la première version du Requiem du compositeur Gabriel Fauré, le 16 janvier 1888, à l'église de la Madeleine.